# Gandehosahalli, Shrirangapattana
Gandehosahalli là một làng thuộc tehsil Shrirangapattana, huyện Mandya, bang Karnataka, Ấn Độ.